# Константин Лакапин
Константин Лакапин (или Константин VIII Лакапин, но много рядко срещано, на гръцки: Κωνσταντίνος Λακαπηνός; † 946/948) е византийски император (упр. 924 – 945), съуправител с баща си Роман I Лакапин и братята си.

## Биография
Константин е син на Роман I Лакапин (упр. 920 – 944). След като той се изкачва на поста старши съимператор и издига своите синове до младши съимператори. Дълго време реална власт са имали само Лакапин и по-рядко най-възрастния му син Христофор. Оставайки под тази дебела „сянка“ Стефан Лакапин, Константин Лакапин и Константин Багрянородни имат тайни планове.
През 931 умира Христофор Лакапин. Роман обаче не сдава властта и отново тримата „малки императори“ са с вързани ръце. През 944 обаче Константин взема участие в заговор с брат си Стефан Лакапин и Константин VII, който води до низвегиране на Роман от нежелаещите да споделят трона на засилващата се империя. Стефан и Константин донякъде получават власт, но през 945 г. Константин VII, след нов дворцов преврат сваля и тях двамата.
Не се знае повече за живота на императора.